# Soissons
Soissons – miejscowość i gmina we Francji, w regionie Hauts-de-France, w departamencie Aisne.

## Demografia
Według danych na rok 1990 gminę zamieszkiwało 29 829 osób, a gęstość zaludnienia wynosiła 2421 osób/km². W styczniu 2014 roku Soissons zamieszkiwało 29 711 osób, przy gęstości zaludnienia wynoszącej 2411,6 osób/km².

## Religia
Z miasta pochodzili święci Kryspin i Kryspinian. Miasto jest siedzibą Diecezji Soissons. Głównym kościołem diecezjalnym jest Katedra św. Gerwazego i św. Protazego.